# Trydemesteren
Trydemesteren var en anonym stenmester, som har været virksom i kirker i Skåne og muligvis på Gotland i perioden 1150-85. Kunstneren har navnet efter Tryde Kirke.
Det vides ikke, om Trydemesteren er identisk med Magister Majestatis, som er kendt for sine gotlandske døbefonte med det gennemgående Majestas Domini motiv.